# NGC 3883

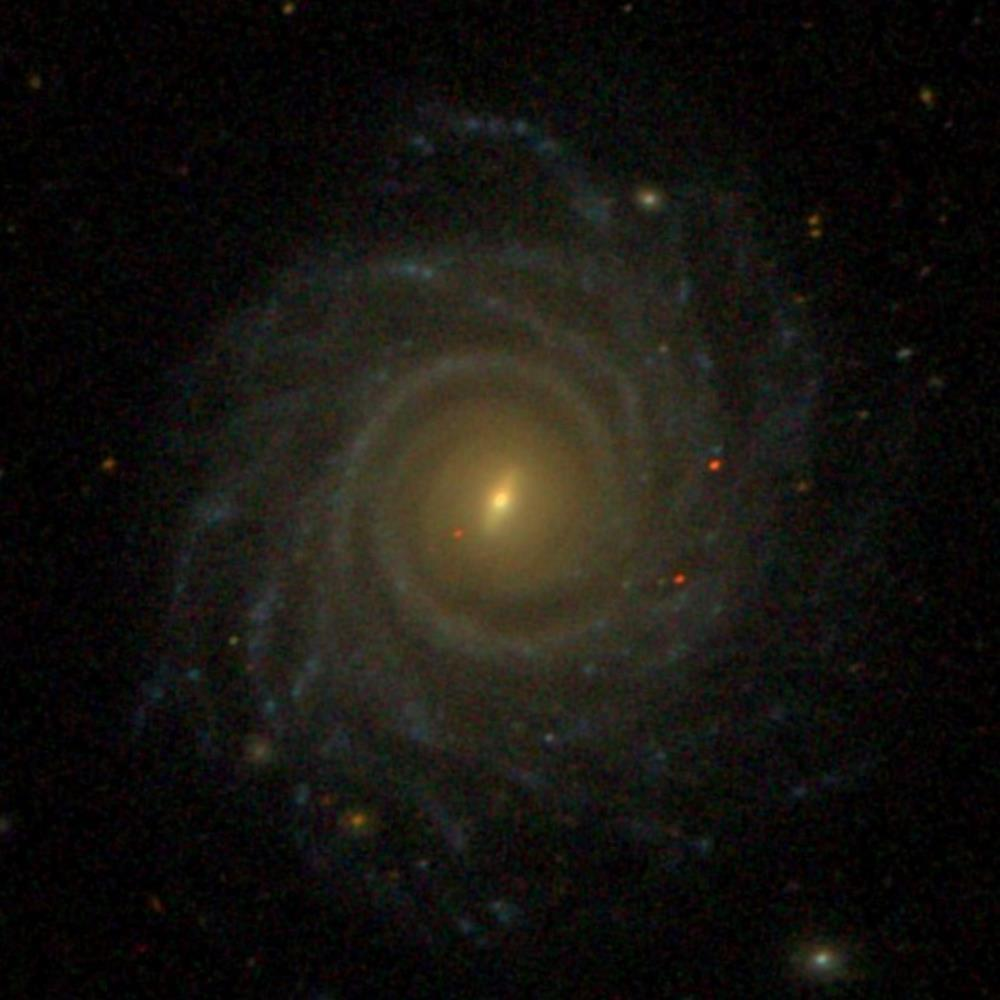
Hình ảnh NGC 3883 của SDSS

NGC 3883 là tên của một thiên hà xoắn ốc lớn có độ sáng bề mặt thấp nằm trong chòm sao Sư Tử. Khoảng cách của nó với chúng ta là khoảng xấp xỉ 330 triệu năm ánh sáng. Nó nằm trong cụm thiên hà Sư Tử. NGC 3883 có một điểm phình nổi bật nhưng lại không có nhân thiên hà hoạt động. Thiên hà này có cách nhánh xoắn ốc kết cụm trong đĩa của nó. Vào ngày 13 tháng 4 năm 1785, nhà thiên văn học người Anh gốc Đức William Herschel phát hiện ra thiên hà này.

## Sự hình thành sao
Mặc dù nó có nhiều khí hydro nguyên tử (HI), NGC 3883 thì có màu rất là đỏ và có rất ít lượng phát ra H-Alpha. Điều này nghĩa là sự hình thành sao của nó đã bắt đầu kết thúc cách đây rất lâu trong khi phần bên trong thì vẫn tiếp tục hình thành sao mới để làm cho môi trường liên sao giàu lên và sau đó sử dụng hết các chất khí còn lại. Có thể các khu vực bên ngoài của thiên hà đã hình thành sao trong một vài thế hệ vì mật độ HI thấp trong thiên hà này. Tuy nhiên Donas và các đồng sự đã cho thấy sự phát xạ tia cực tím của NGC 3883 chủ yếu là từ các ngôi sao có khối lượng trung bình, trẻ trong khu vực bên ngoài. Nghĩa là vẫn có sự hình thành sao ở đó.
Do số lượng sao hình thành ít tính tới thời điểm hiện tại của NGC 3883, nên nó được xem là thiên hà thiếu máu.

## Dữ liệu hiện tại
Theo như quan sát, đây là thiên hà nằm trong chòm sao Sư Tử và dưới đây là một số dữ liệu khác:
Xích kinh 11h 46m 47.2s
Độ nghiêng 20° 40′ 32″
Giá trị dịch chuyển đỏ 0.023433
Cấp sao biểu kiến 13.40
Vận tốc xuyên tâm 7025 km/s
Kích thước biểu kiến 3.0 x 2.4
Loại thiên hà SA(rs)b